# 村上徹
村上 徹（むらかみ とおる、1949年（昭和24年）9月17日 ‐）は、日本の建築家。広島工業大学名誉教授。村上徹建築設計事務所主宰。日本建築学会賞・吉岡賞・JIA新人賞など多数受賞。

## 人物
- 内井昭蔵建築設計事務所出身。独立以来コンクリート打ち放しによる住宅を発表し続け高い評価を得ている。1990年に「中山の家」で「吉岡賞（現新建築賞）」を受賞。1994年には「阿品の家をはじめとする一連の住宅」で日本建築学会賞（作品）を受賞。鉄筋コンクリート、鉄、ガラスによって作られる。コンクリート打放しの自立壁をたて、屋根は鉄骨でふわりとかける。屋根を軽くかけることで、先人たちのコンクリート打放し建築とは一線を画している。それら村上の住宅作品を自身は「現代の民家」と呼ぶ。住宅以外にも庁舎、大学施設、小学校、医療福祉施設などの公共建築も手がける。
- 教育者としては各コンペティション入賞者を多く輩出するなど教育者として高い評価を得ている。

## 略歴
愛媛県今治市生まれ
- 1972年　広島工業大学工学部建築学科卒業。
- 1972～75年　内井昭蔵建築設計事務所勤務。
- 1976年 村上徹建築設計事務所設立。（当時27歳）
- 1984～98年　近畿大学工学部、広島大学工学部、広島工業大学工学部・環境学部非常勤講師を歴任。
- 1998年　広島工業大学教授就任。（当時49歳）
- 2018年　広島工業大学環境学部名誉教授、広島大学非常勤講師。

## その他
- 学生時代から建築デザイン分野で受賞歴がある。
- オープンデスクとして、伊東豊雄建築設計事務所を経験している。
- 1972年、卒業設計を当時の後輩であり、後に建築家となる石田敏明が手伝った。
- 1996年、庵治町役場において、一般の住民にも容易に理解できる説得力のある造形美等が評価され、平成8年度（第47回）芸術選奨文部大臣新人賞を受賞した。文化庁より発表された受賞理由には「住宅中心の設計活動で注目されてきたが、この公共建築は、建物の配置計画や細部の処理の面で、モダニズムの合理的手法を着実に継承しながら、他方で、中庭の逆円錐形の議場棟などの表現では、自在に創造力を飛翔させ、切れ味鋭く新鮮な空間を実現し、その結果は傑出している」とある。
- エスバイエル住宅設計競技、第17回空間デザインコンペティションなど審査委員を歴任。

## 受賞歴
- 1990年　第7回吉岡賞 - 中山の家（当時41歳）
- 1990年　第2回日本建築家協会JIA新人賞 - 坂町のアトリエ
- 1994年　日本建築学会賞作品賞 - 阿品の家をはじめとする一連の住宅（当時45歳）
- 1997年　第47回芸術選奨新人賞（美術部門） - 庵治町役場の設計
- 1998年　広島ホームテレビ文化・スポーツ賞（文化部門）
- 1998年　ひろしま街づくりデザイン賞 - 比治山本町のアトリエ
- 1998年　岡山市まちづくり賞 - 川崎祐宣記念 総合在宅支援センター
- 2000年　公共建築賞優秀賞 - 庵治町役場（当時51歳）
- 2001年　第8回しまね景観賞民間建築部門奨励賞 - みずほ楽器社
- 2004年　ひろしま街づくりデザイン賞大賞 - なぎさ公園小学校

## 主な作品
- 1978年 - 仁保の家（当時29歳）
- 1978年 - 地御前の家
- 1980年 - 鈴ヶ台の家
- 1980年 - 己斐の家
- 1982年 - 黒瀬の家
- 1983年 - 大野の家
- 1985年 - 田方の家
- 1986年 - 出汐の家
- 1986年 - 本郷町の家
- 1987年 - 出汐の家-2
- 1988年 - 坂町のアトリエ - 第2回日本建築家協会（JIA）新人賞
- 1988年 - 中山の家 - 第7回吉岡賞
- 1988年 - 阿品の家（当時39歳）
- 1988年 - 四季が丘の家
- 1988年 - 岡山福富の家
- 1993年 - ナカガワ・フォト・ギャラリー
- 1993年 - 堺町の家
- 1993年 - 阿品の家-2
- 1994年 - 津山の家（当時45歳）
- 1996年 - 岡山ノートルダム清心女子大学 中央棟
- 1996年 - 岡山ノートルダム清心女子大学 附属幼稚園絵本の部屋
- 1996年 - オフィスD
- 1996年 - 庵治町役場 - 第47回芸術選奨文部大臣新人賞（美術部門）、公共建築賞優秀賞
- 1998年 - 今治の家（当時49歳）
- 1999年 - 比治山本町のアトリエ - ひろしま街づくりデザイン賞
- 1999年 - 酒井医院
- 2000年 - 鶴学園八千代校舎 カンパネルラの館
- 2001年 - 松山重信の家
- 2002年 - 津山の家2
- 2002年 - 徳山の家
- 2003年 - 川尻小学校
- 2003年 - 学校法人鶴学園 なぎさ公園小学校 - ひろしま街づくりデザイン賞大賞
- 2008年 - 安佐南区総合福祉センター（当時59歳）
- 2008年 - 広島なぎさ中学校・高等学校
- 2010年 - 廿日市の家

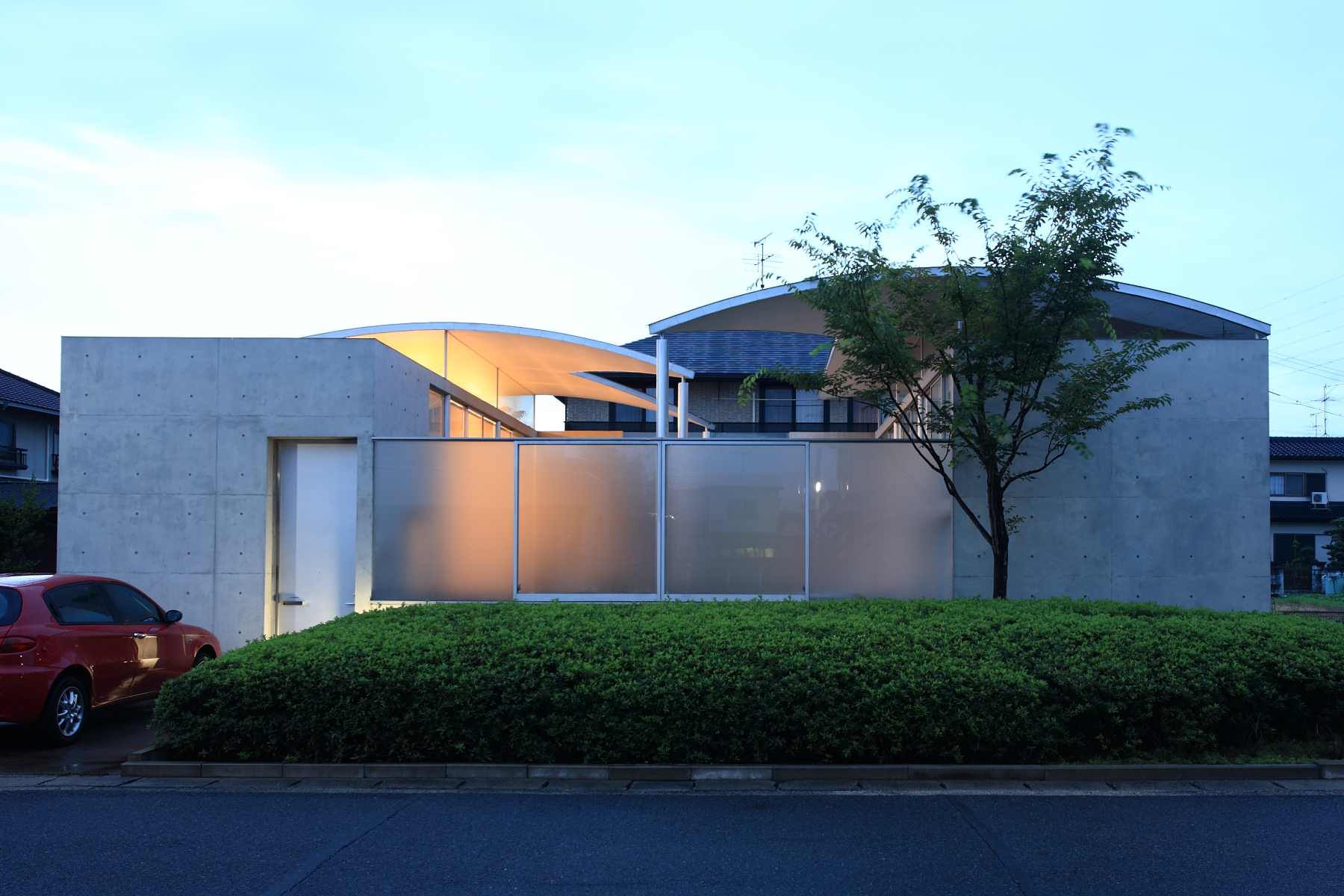
岡山福富の家

## 村上事務所・研究室出身の建築家
- 中村勝己 - 近畿大学工学部、広島女学院大学非常勤講師。PAS他。
- 西宮善幸 - 呉工業高等専門学校教授。三良坂町立灰塚小学校他。
- 吉田豊 - 呉工業高等専門学校非常勤講師。藤久保の家他。